# Romanze mit Amelie
Pour plus de détails, voir Fiche technique et Distribution.
Romanze mit Amelie est un film allemand réalisé par Ulrich Thein, sorti en 1982.

## Fiche technique
- Titre : Romanze mit Amelie
- Réalisation : Ulrich Thein
- Scénario : Hartwig Strobel, Ulrich Thein d'après le roman de Benito Wogatzki
- Musique : Günther Fischer
- Photographie : Hartwig Strobel
- Montage : Ilse Peters
- Société de production : Deutsche Film
- Pays :  Allemagne de l'Est
- Genre : Drame, romance et guerre
- Durée : 116 minutes
- Dates de sortie : 
  -  Allemagne de l'Ouest : 16 février 1982 (Berlinale)

## Distribution
- Thomas Stecher : Jürgen Siebusch
- Brit Gülland : Amélie
- Gudrun Ritter : la mère Siebusch
- Fritz Marquardt : Schwoffke
- Wilfried Ortmann : Donath
- Wolfgang Dehler : Michelmann
- Friederike Aust : Carla
- Karla Runkehl : Mme. Hillner
- Kurt Veth : Konny
- Wladyslaw Rojek : Joseph
- Lech Soluba : Zbyszek
- Steffi Kühnert : Dorle
- Ralf Schlösser : Hillner
- Fred Ludwig : Meier

## Distinctions
Le film a été présenté en sélection officielle en compétition lors de Berlinale 1982.